# Огроднічкі (гміна Юхновець-Косьцельни)
Огроднічкі (пол. Ogrodniczki) — село в Польщі, у гміні Юхновець-Косьцельний Білостоцького повіту Підляського воєводства.
Населення — 82 особи (2011).
У 1975-1998 роках село належало до Білостоцького воєводства.

## Демографія
Демографічна структура станом на 31 березня 2011 року:
|          | Загалом | Допрацездатний вік | Працездатний вік | Постпрацездатний вік |
| -------- | ------- | ------------------ | ---------------- | -------------------- |
| Чоловіки | 45      | 8                  | 31               | 6                    |
| Жінки    | 37      | 5                  | 22               | 10                   |
| Разом    | 82      | 13                 | 53               | 16                   |